# 兵庫県道268号十戸養父線
兵庫県道268号十戸養父線（ひょうごけんどう268ごう じゅうごやぶせん）は、兵庫県豊岡市から養父市に至る一般県道である。

## 概要
豊岡市日高町十戸から養父市八鹿町小佐（おさ）に至る。

### 路線データ
- 起点：豊岡市日高町十戸（日高西中学校前交差点
- 終点：養父市八鹿町小佐（兵庫県道267号日影養父線交点）
- 総延長：8.040 km

## 路線状況

### 重複区間
- 兵庫県道259号耀山日高線（豊岡市日高町栗山 - 豊岡市日高町篠垣）

### 道路施設

#### トンネル
- 珍坂（ちんざか）トンネル：延長1.563 m、2007年（平成19年）竣工、豊岡市 - 養父市

## 地理

### 通過する自治体
- 豊岡市
- 養父市

### 交差する道路
| 交差する道路                         | 市町村名 | 交差する場所   | 交差する場所                |
| ------------------------------------ | -------- | -------------- | --------------------------- |
| 国道482号                            | 豊岡市   | 日高町十戸     | 日高西中学校前交差点 / 起点 |
| 兵庫県道259号耀山日高線 重複区間起点 | 豊岡市   | 日高町栗山     |                             |
| 兵庫県道259号耀山日高線 重複区間終点 | 豊岡市   | 日高町篠垣     |                             |
| 兵庫県道267号日影養父線              | 養父市   | 八鹿町小佐（） | 終点                        |

### 沿線
- 豊岡市立日高西中学校
- 豊岡市立三方小学校